# Ghiacciaio Burnette
Il ghiacciaio Burnette è un ghiacciaio situato sulla costa di Borchgrevink, nella Terra della Regina Vittoria, in Antartide. In particolare, il ghiacciaio, il cui punto più alto si trova a circa 2.400 m s.l.m., ha origine dal fianco sud-orientale del monte Sabine, nei monti dell'Ammiragliato, e da qui scorre verso sud-est lungo il versante sud-occidentale della cresta Slagle per poi gettarsi nella baia di Moubray tra la cresta Honeycomb, a sud-ovest, e punta Quarterman, a nord-est.

## Storia
Il ghiacciaio Burnette è stato mappato per la prima volta dallo United States Geological Survey grazie a fotografie scattate dalla marina militare statunitense (USN) durante ricognizioni aeree e terrestri effettuate nel periodo 1960-62, e così battezzato dal Comitato consultivo dei nomi antartici in onore dell'aviatore di seconda classe Robert L. Burnette, morto nello schianto del suo Douglas C-124 Globemaster II avvenuto nelle vicinanze del ghiacciaio nel 1958.